# Eleições legislativas de 2009 em Braga

## Resultados Oficiais
| Partido                 | Partido                        | Votos   | %               | +/-   |
| ----------------------- | ------------------------------ | ------- | --------------- | ----- |
|                         | Partido Socialista             | 39 362  | 39,14 / 100,00  | 6,37  |
|                         | Partido Social Democrata       | 29 124  | 28,96 / 100,00  | 1,03  |
|                         | Bloco de Esquerda              | 10 632  | 10,57 / 100,00  | 3,98  |
|                         | CDS – Partido Popular          | 9 049   | 9,00 / 100,00   | 0,90  |
|                         | Coligação Democrática Unitária | 6 747   | 6,71 / 100,00   | 0,27  |
|                         | Outros                         | 3 158   | 3,13 / 100,00   |       |
| Votos Inválidos         | Votos Inválidos                | 2 508   | 2,49 / 100,00   | 0,13  |
| Total                   | Total                          | 100 580 | 100,00 / 100,00 |       |
| Eleitorado/Participação | Eleitorado/Participação        | 149 881 | 67,11 / 100,00  | 5,00  |
| Fonte                   | Fonte                          | [ 1 ]   | [ 1 ]           | [ 1 ] |

## Resultados por Freguesia
Os resultados seguintes referem-se aos partidos que obtiveram mais de 1,00% dos votos:
| Freguesia                    | %     | %     | %     | %     | %     | Votantes |
| Freguesia                    | PS    | PSD   | BE    | CDS   | CDU   | Votantes |
| ---------------------------- | ----- | ----- | ----- | ----- | ----- | -------- |
| Adaúfe                       | 46,52 | 27,04 | 8,66  | 7,55  | 4,70  | 2 171    |
| Arcos                        | 44,69 | 26,77 | 10,40 | 6,19  | 6,42  | 452      |
| Arentim                      | 50,50 | 26,74 | 6,54  | 7,82  | 4,84  | 703      |
| Aveleda                      | 43,67 | 27,66 | 8,15  | 6,77  | 6,99  | 1 374    |
| Braga - Cividade             | 28,72 | 40,72 | 10,90 | 9,23  | 5,72  | 1 083    |
| Braga - Maximinos            | 36,23 | 27,46 | 11,71 | 9,95  | 8,44  | 4 825    |
| Braga - S. João do Souto     | 25,37 | 45,01 | 8,84  | 12,27 | 3,76  | 611      |
| Braga - S. José de S. Lázaro | 33,84 | 31,15 | 12,66 | 10,44 | 6,83  | 8 516    |
| Braga - São Vicente          | 35,27 | 28,14 | 13,54 | 9,76  | 7,91  | 6 433    |
| Braga - São Victor           | 34,81 | 30,55 | 12,68 | 9,52  | 7,15  | 13 845   |
| Braga - Sé                   | 36,56 | 24,88 | 13,08 | 8,94  | 11,27 | 2 998    |
| Cabreiros                    | 45,17 | 26,41 | 5,28  | 13,48 | 5,19  | 1 098    |
| Celeirós                     | 47,26 | 23,04 | 9,45  | 6,61  | 7,70  | 1 936    |
| Crespos                      | 50,09 | 29,12 | 5,89  | 6,41  | 3,47  | 577      |
| Cunha                        | 54,18 | 18,99 | 9,11  | 7,34  | 3,29  | 395      |
| Dume                         | 44,90 | 25,64 | 9,50  | 7,09  | 7,24  | 1 989    |
| Escudeiros                   | 50,16 | 25,24 | 6,68  | 10,10 | 3,09  | 614      |
| Espinho                      | 46,71 | 28,82 | 5,66  | 8,03  | 6,05  | 760      |
| Esporões                     | 39,39 | 29,81 | 8,68  | 14,06 | 2,51  | 1 117    |
| Este São Mamede              | 41,95 | 24,88 | 9,77  | 10,27 | 5,33  | 1 013    |
| Este São Pedro               | 42,33 | 29,15 | 9,19  | 8,63  | 5,03  | 1 252    |
| Ferreiros                    | 42,24 | 25,99 | 10,70 | 7,40  | 7,32  | 4 055    |
| Figueiredo                   | 40,15 | 32,76 | 7,76  | 8,99  | 4,80  | 812      |
| Fradelos                     | 35,44 | 42,34 | 8,24  | 6,51  | 2,11  | 522      |
| Fraião                       | 34,40 | 38,23 | 10,27 | 9,76  | 2,81  | 1 567    |
| Frossos                      | 39,96 | 23,21 | 15,59 | 9,41  | 4,75  | 1 116    |
| Gondizalves                  | 40,54 | 29,36 | 8,60  | 9,21  | 5,16  | 814      |
| Gualtar                      | 38,69 | 30,67 | 9,98  | 8,57  | 6,72  | 2 755    |
| Guisande                     | 45,94 | 31,80 | 5,65  | 5,30  | 5,65  | 283      |
| Lamaçães                     | 34,65 | 29,00 | 12,70 | 11,65 | 5,07  | 1 717    |
| Lamas                        | 41,18 | 33,12 | 6,75  | 13,07 | 2,40  | 459      |
| Lomar                        | 40,12 | 28,27 | 10,16 | 7,64  | 8,11  | 2 971    |
| Merelim São Paio             | 44,21 | 18,02 | 10,12 | 7,00  | 14,35 | 1 443    |
| Merelim São Pedro            | 42,99 | 28,71 | 7,71  | 9,02  | 5,09  | 1 219    |
| Mire de Tibães               | 47,63 | 24,53 | 8,13  | 5,92  | 7,74  | 1 537    |
| Morreira                     | 36,76 | 34,39 | 7,31  | 12,85 | 2,96  | 506      |
| Navarra                      | 49,46 | 31,05 | 6,50  | 6,86  | 1,08  | 277      |
| Nogueira                     | 39,21 | 27,05 | 11,53 | 9,14  | 6,52  | 3 634    |
| Nogueiró                     | 31,67 | 33,31 | 11,22 | 11,22 | 6,36  | 1 399    |
| Oliveira São Pedro           | 43,60 | 31,61 | 6,27  | 8,99  | 2,45  | 367      |
| Padim da Graça               | 47,50 | 29,63 | 5,46  | 6,85  | 5,19  | 1 080    |
| Palmeira                     | 42,12 | 28,01 | 10,07 | 8,33  | 5,23  | 3 060    |
| Panóias                      | 47,91 | 21,37 | 10,11 | 6,32  | 6,83  | 791      |
| Parada de Tibães             | 45,83 | 32,03 | 8,18  | 5,11  | 5,96  | 587      |
| Passos São Julião            | 36,43 | 37,78 | 4,52  | 11,54 | 3,39  | 442      |
| Pedralva                     | 43,97 | 33,53 | 4,12  | 8,82  | 4,26  | 680      |
| Penso Santo Estêvão          | 35,79 | 37,19 | 7,37  | 7,72  | 4,91  | 285      |
| Penso São Vicente            | 46,21 | 27,27 | 8,71  | 7,58  | 5,68  | 264      |
| Pousada                      | 38,91 | 33,76 | 12,86 | 8,68  | 2,25  | 311      |
| Priscos                      | 34,58 | 35,55 | 6,17  | 13,30 | 5,08  | 827      |
| Real                         | 40,35 | 23,94 | 12,03 | 8,16  | 10,30 | 3 358    |
| Ruilhe                       | 38,95 | 26,56 | 9,07  | 10,73 | 8,30  | 783      |
| Santa Lucrécia de Algeriz    | 56,27 | 19,50 | 9,47  | 6,13  | 3,34  | 359      |
| Semelhe                      | 38,95 | 31,78 | 6,01  | 8,91  | 7,95  | 516      |
| Sequeira                     | 41,96 | 30,87 | 7,62  | 6,08  | 5,85  | 1 299    |
| Sobreposta                   | 35,38 | 35,10 | 7,41  | 11,75 | 3,78  | 715      |
| Tadim                        | 40,63 | 32,93 | 9,97  | 5,44  | 6,19  | 662      |
| Tebosa                       | 53,80 | 28,27 | 4,26  | 5,17  | 4,41  | 658      |
| Tenões                       | 35,90 | 26,55 | 11,76 | 9,73  | 9,86  | 791      |
| Trandeiras                   | 35,84 | 38,92 | 7,13  | 11,95 | 2,50  | 519      |
| Vilaça                       | 38,55 | 37,56 | 8,73  | 5,27  | 5,44  | 607      |
| Vimieiro                     | 47,21 | 30,22 | 7,39  | 7,91  | 3,50  | 771      |
| Braga                        | 39,14 | 28,96 | 10,57 | 9,00  | 6,71  | 100 580  |

#### Adaúfe
| Partido                 | Partido                        | Votos | %               | +/-  |
| ----------------------- | ------------------------------ | ----- | --------------- | ---- |
|                         | Partido Socialista             | 1 010 | 46,52 / 100,00  | 3,95 |
|                         | Partido Social Democrata       | 587   | 27,04 / 100,00  | 0,92 |
|                         | Bloco de Esquerda              | 188   | 8,66 / 100,00   | 3,49 |
|                         | CDS – Partido Popular          | 164   | 7,55 / 100,00   | 1,86 |
|                         | Coligação Democrática Unitária | 102   | 4,70 / 100,00   | 1,27 |
|                         | PCTP/MRPP                      | 28    | 1,29 / 100,00   | 0,15 |
|                         | Outros                         | 41    | 1,88 / 100,00   |      |
| Votos Inválidos         | Votos Inválidos                | 51    | 2,35 / 100,00   | 0,59 |
| Total                   | Total                          | 2 171 | 100,00 / 100,00 |      |
| Eleitorado/Participação | Eleitorado/Participação        | 3 749 | 57,91 / 100,00  | 3,36 |

#### Arcos
| Partido                 | Partido                        | Votos | %               | +/-  |
| ----------------------- | ------------------------------ | ----- | --------------- | ---- |
|                         | Partido Socialista             | 202   | 44,69 / 100,00  | 7,44 |
|                         | Partido Social Democrata       | 121   | 26,77 / 100,00  | 1,43 |
|                         | Bloco de Esquerda              | 47    | 10,40 / 100,00  | 3,76 |
|                         | Coligação Democrática Unitária | 29    | 6,42 / 100,00   | 1,44 |
|                         | CDS – Partido Popular          | 28    | 6,19 / 100,00   | 1,69 |
|                         | Movimento Esperança Portugal   | 5     | 1,11 / 100,00   | Novo |
|                         | Outros                         | 9     | 1,99 / 100,00   |      |
| Votos Inválidos         | Votos Inválidos                | 11    | 2,44 / 100,00   | 1,02 |
| Total                   | Total                          | 452   | 100,00 / 100,00 |      |
| Eleitorado/Participação | Eleitorado/Participação        | 629   | 71,86 / 100,00  | 4,59 |

#### Arentim
| Partido                 | Partido                        | Votos | %               | +/-  |
| ----------------------- | ------------------------------ | ----- | --------------- | ---- |
|                         | Partido Socialista             | 355   | 50,50 / 100,00  | 6,92 |
|                         | Partido Social Democrata       | 188   | 26,74 / 100,00  | 0,50 |
|                         | CDS – Partido Popular          | 55    | 7,82 / 100,00   | 1,09 |
|                         | Bloco de Esquerda              | 46    | 6,54 / 100,00   | 2,28 |
|                         | Coligação Democrática Unitária | 34    | 4,84 / 100,00   | 1,96 |
|                         | PCTP/MRPP                      | 7     | 1,00 / 100,00   | 0,45 |
|                         | Outros                         | 10    | 1,42 / 100,00   |      |
| Votos Inválidos         | Votos Inválidos                | 8     | 1,13 / 100,00   | 0,03 |
| Total                   | Total                          | 703   | 100,00 / 100,00 |      |
| Eleitorado/Participação | Eleitorado/Participação        | 915   | 76,83 / 100,00  | 4,78 |

#### Aveleda
| Partido                 | Partido                        | Votos | %               | +/-  |
| ----------------------- | ------------------------------ | ----- | --------------- | ---- |
|                         | Partido Socialista             | 600   | 43,67 / 100,00  | 3,21 |
|                         | Partido Social Democrata       | 380   | 27,66 / 100,00  | 1,47 |
|                         | Bloco de Esquerda              | 112   | 8,15 / 100,00   | 2,21 |
|                         | Coligação Democrática Unitária | 96    | 6,99 / 100,00   | 0,57 |
|                         | CDS – Partido Popular          | 93    | 6,77 / 100,00   | 0,97 |
|                         | Partido da Nova Democracia     | 14    | 1,02 / 100,00   | 0,30 |
|                         | Outros                         | 35    | 2,54 / 100,00   |      |
| Votos Inválidos         | Votos Inválidos                | 44    | 3,20 / 100,00   | 1,95 |
| Total                   | Total                          | 1 374 | 100,00 / 100,00 |      |
| Eleitorado/Participação | Eleitorado/Participação        | 1 962 | 70,03 / 100,00  | 5,57 |

#### Braga - Cividade
| Partido                 | Partido                        | Votos | %               | +/-  |
| ----------------------- | ------------------------------ | ----- | --------------- | ---- |
|                         | Partido Social Democrata       | 441   | 40,72 / 100,00  | 7,36 |
|                         | Partido Socialista             | 311   | 28,72 / 100,00  | 7,34 |
|                         | Bloco de Esquerda              | 118   | 10,90 / 100,00  | 4,08 |
|                         | CDS – Partido Popular          | 100   | 9,23 / 100,00   | 2,53 |
|                         | Coligação Democrática Unitária | 62    | 5,72 / 100,00   | 1,10 |
|                         | Partido da Nova Democracia     | 11    | 1,02 / 100,00   | 0,51 |
|                         | Outros                         | 17    | 1,57 / 100,00   |      |
| Votos Inválidos         | Votos Inválidos                | 23    | 2,12 / 100,00   | 1,50 |
| Total                   | Total                          | 1 083 | 100,00 / 100,00 |      |
| Eleitorado/Participação | Eleitorado/Participação        | 1 539 | 70,37 / 100,00  | 0,30 |

#### Braga - Maximinos
| Partido                 | Partido                        | Votos | %               | +/-  |
| ----------------------- | ------------------------------ | ----- | --------------- | ---- |
|                         | Partido Socialista             | 1 748 | 36,23 / 100,00  | 7,44 |
|                         | Partido Social Democrata       | 1 325 | 27,46 / 100,00  | 1,55 |
|                         | Bloco de Esquerda              | 565   | 11,71 / 100,00  | 3,95 |
|                         | CDS – Partido Popular          | 480   | 9,95 / 100,00   | 0,83 |
|                         | Coligação Democrática Unitária | 407   | 8,44 / 100,00   | 0,32 |
|                         | Outros                         | 163   | 3,38 / 100,00   |      |
| Votos Inválidos         | Votos Inválidos                | 137   | 2,84 / 100,00   | 0,29 |
| Total                   | Total                          | 4 825 | 100,00 / 100,00 |      |
| Eleitorado/Participação | Eleitorado/Participação        | 7 505 | 64,29 / 100,00  | 6,72 |

#### Braga - São João do Souto
| Partido                 | Partido                        | Votos | %               | +/-  |
| ----------------------- | ------------------------------ | ----- | --------------- | ---- |
|                         | Partido Social Democrata       | 275   | 45,01 / 100,00  | 7,90 |
|                         | Partido Socialista             | 155   | 25,37 / 100,00  | 4,23 |
|                         | CDS – Partido Popular          | 75    | 12,27 / 100,00  | 5,87 |
|                         | Bloco de Esquerda              | 54    | 8,84 / 100,00   | 3,38 |
|                         | Coligação Democrática Unitária | 23    | 3,76 / 100,00   | 1,56 |
|                         | Outros                         | 17    | 2,79 / 100,00   |      |
| Votos Inválidos         | Votos Inválidos                | 12    | 1,97 / 100,00   | 0,90 |
| Total                   | Total                          | 611   | 100,00 / 100,00 |      |
| Eleitorado/Participação | Eleitorado/Participação        | 890   | 68,65 / 100,00  | 5,57 |

#### Braga - São José de São Lázaro
| Partido                 | Partido                        | Votos  | %               | +/-  |
| ----------------------- | ------------------------------ | ------ | --------------- | ---- |
|                         | Partido Socialista             | 2 882  | 33,84 / 100,00  | 7,71 |
|                         | Partido Social Democrata       | 2 653  | 31,15 / 100,00  | 3,18 |
|                         | Bloco de Esquerda              | 1 078  | 12,66 / 100,00  | 4,67 |
|                         | CDS – Partido Popular          | 889    | 10,44 / 100,00  | 0,21 |
|                         | Coligação Democrática Unitária | 582    | 6,83 / 100,00   | 0,07 |
|                         | Outros                         | 236    | 2,77 / 100,00   |      |
| Votos Inválidos         | Votos Inválidos                | 196    | 2,30 / 100,00   | 0,96 |
| Total                   | Total                          | 8 516  | 100,00 / 100,00 |      |
| Eleitorado/Participação | Eleitorado/Participação        | 12 745 | 66,82 / 100,00  | 5,22 |

#### Braga - São Vicente
| Partido                 | Partido                        | Votos | %               | +/-   |
| ----------------------- | ------------------------------ | ----- | --------------- | ----- |
|                         | Partido Socialista             | 2 269 | 35,27 / 100,00  | 10,61 |
|                         | Partido Social Democrata       | 1 810 | 28,14 / 100,00  | 3,28  |
|                         | Bloco de Esquerda              | 871   | 13,54 / 100,00  | 5,34  |
|                         | CDS – Partido Popular          | 628   | 9,76 / 100,00   | 1,29  |
|                         | Coligação Democrática Unitária | 509   | 7,91 / 100,00   | 0,03  |
|                         | Outros                         | 174   | 2,71 / 100,00   |       |
| Votos Inválidos         | Votos Inválidos                | 172   | 2,67 / 100,00   | 0,32  |
| Total                   | Total                          | 6 433 | 100,00 / 100,00 |       |
| Eleitorado/Participação | Eleitorado/Participação        | 9 902 | 64,97 / 100,00  | 5,87  |

#### Braga - São Victor
| Partido                 | Partido                        | Votos  | %               | +/-  |
| ----------------------- | ------------------------------ | ------ | --------------- | ---- |
|                         | Partido Socialista             | 4 820  | 34,81 / 100,00  | 8,60 |
|                         | Partido Social Democrata       | 4 229  | 30,55 / 100,00  | 4,43 |
|                         | Bloco de Esquerda              | 1 756  | 12,68 / 100,00  | 4,49 |
|                         | CDS – Partido Popular          | 1 318  | 9,52 / 100,00   | 0,22 |
|                         | Coligação Democrática Unitária | 990    | 7,15 / 100,00   | 1,43 |
|                         | Outros                         | 393    | 2,84 / 100,00   |      |
| Votos Inválidos         | Votos Inválidos                | 339    | 2,44 / 100,00   | 0,47 |
| Total                   | Total                          | 13 845 | 100,00 / 100,00 |      |
| Eleitorado/Participação | Eleitorado/Participação        | 21 829 | 63,42 / 100,00  | 7,47 |

#### Braga - Sé
| Partido                 | Partido                        | Votos | %               | +/-  |
| ----------------------- | ------------------------------ | ----- | --------------- | ---- |
|                         | Partido Socialista             | 1 096 | 36,56 / 100,00  | 8,97 |
|                         | Partido Social Democrata       | 746   | 24,88 / 100,00  | 1,92 |
|                         | Bloco de Esquerda              | 392   | 13,08 / 100,00  | 3,85 |
|                         | Coligação Democrática Unitária | 338   | 11,27 / 100,00  | 1,25 |
|                         | CDS – Partido Popular          | 268   | 8,94 / 100,00   | 1,61 |
|                         | PCTP/MRPP                      | 35    | 1,17 / 100,00   | 0,05 |
|                         | Outros                         | 58    | 1,93 / 100,00   |      |
| Votos Inválidos         | Votos Inválidos                | 65    | 2,16 / 100,00   | 0,44 |
| Total                   | Total                          | 2 998 | 100,00 / 100,00 |      |
| Eleitorado/Participação | Eleitorado/Participação        | 4 469 | 67,08 / 100,00  | 4,53 |

#### Cabreiros
| Partido                 | Partido                        | Votos | %               | +/-  |
| ----------------------- | ------------------------------ | ----- | --------------- | ---- |
|                         | Partido Socialista             | 496   | 45,17 / 100,00  | 2,11 |
|                         | Partido Social Democrata       | 290   | 26,41 / 100,00  | 3,13 |
|                         | CDS – Partido Popular          | 148   | 13,48 / 100,00  | 0,31 |
|                         | Bloco de Esquerda              | 58    | 5,28 / 100,00   | 1,70 |
|                         | Coligação Democrática Unitária | 57    | 5,19 / 100,00   | 1,26 |
|                         | Outros                         | 29    | 2,63 / 100,00   |      |
| Votos Inválidos         | Votos Inválidos                | 20    | 1,82 / 100,00   | 0,21 |
| Total                   | Total                          | 1 098 | 100,00 / 100,00 |      |
| Eleitorado/Participação | Eleitorado/Participação        | 1 611 | 68,16 / 100,00  | 4,36 |

#### Celeirós
| Partido                 | Partido                        | Votos | %               | +/-  |
| ----------------------- | ------------------------------ | ----- | --------------- | ---- |
|                         | Partido Socialista             | 915   | 47,26 / 100,00  | 2,06 |
|                         | Partido Social Democrata       | 446   | 23,04 / 100,00  | 3,71 |
|                         | Bloco de Esquerda              | 183   | 9,45 / 100,00   | 3,74 |
|                         | Coligação Democrática Unitária | 149   | 7,70 / 100,00   | 0,68 |
|                         | CDS – Partido Popular          | 128   | 6,61 / 100,00   | 0,22 |
|                         | PCTP/MRPP                      | 26    | 1,34 / 100,00   | 0,35 |
|                         | Partido da Nova Democracia     | 23    | 1,19 / 100,00   | 0,12 |
|                         | Outros                         | 25    | 1,29 / 100,00   |      |
| Votos Inválidos         | Votos Inválidos                | 41    | 2,12 / 100,00   | 0,13 |
| Total                   | Total                          | 1 936 | 100,00 / 100,00 |      |
| Eleitorado/Participação | Eleitorado/Participação        | 2 874 | 67,36 / 100,00  | 6,21 |

#### Crespos
| Partido                 | Partido                        | Votos | %               | +/-   |
| ----------------------- | ------------------------------ | ----- | --------------- | ----- |
|                         | Partido Socialista             | 289   | 50,09 / 100,00  | 10,53 |
|                         | Partido Social Democrata       | 168   | 29,12 / 100,00  | 7,70  |
|                         | CDS – Partido Popular          | 37    | 6,41 / 100,00   | 1,53  |
|                         | Bloco de Esquerda              | 34    | 5,89 / 100,00   | 2,44  |
|                         | Coligação Democrática Unitária | 20    | 3,47 / 100,00   | 0,53  |
|                         | Outros                         | 19    | 3,29 / 100,00   |       |
| Votos Inválidos         | Votos Inválidos                | 10    | 1,73 / 100,00   | 0,35  |
| Total                   | Total                          | 577   | 100,00 / 100,00 |       |
| Eleitorado/Participação | Eleitorado/Participação        | 947   | 60,93 / 100,00  | 6,71  |

#### Cunha
| Partido                 | Partido                        | Votos | %               | +/-   |
| ----------------------- | ------------------------------ | ----- | --------------- | ----- |
|                         | Partido Socialista             | 214   | 54,18 / 100,00  | 11,46 |
|                         | Partido Social Democrata       | 75    | 18,99 / 100,00  | 0,03  |
|                         | Bloco de Esquerda              | 36    | 9,11 / 100,00   | 4,13  |
|                         | CDS – Partido Popular          | 29    | 7,34 / 100,00   | 3,55  |
|                         | Coligação Democrática Unitária | 13    | 3,29 / 100,00   | 0,45  |
|                         | PCTP/MRPP                      | 5     | 1,27 / 100,00   | 0,80  |
|                         | Partido da Nova Democracia     | 4     | 1,01 / 100,00   | 1,01  |
|                         | Outros                         | 6     | 1,52 / 100,00   |       |
| Votos Inválidos         | Votos Inválidos                | 13    | 3,29 / 100,00   | 0,69  |
| Total                   | Total                          | 395   | 100,00 / 100,00 |       |
| Eleitorado/Participação | Eleitorado/Participação        | 559   | 70,66 / 100,00  | 8,66  |

#### Dume
| Partido                 | Partido                        | Votos | %               | +/-  |
| ----------------------- | ------------------------------ | ----- | --------------- | ---- |
|                         | Partido Socialista             | 893   | 44,90 / 100,00  | 4,27 |
|                         | Partido Social Democrata       | 510   | 25,64 / 100,00  | 0,33 |
|                         | Bloco de Esquerda              | 189   | 9,50 / 100,00   | 4,29 |
|                         | Coligação Democrática Unitária | 144   | 7,24 / 100,00   | 1,43 |
|                         | CDS – Partido Popular          | 141   | 7,09 / 100,00   | 0,12 |
|                         | PCTP/MRPP                      | 24    | 1,21 / 100,00   | 0,11 |
|                         | Outros                         | 44    | 2,22 / 100,00   |      |
| Votos Inválidos         | Votos Inválidos                | 44    | 2,22 / 100,00   | 0,42 |
| Total                   | Total                          | 1 989 | 100,00 / 100,00 |      |
| Eleitorado/Participação | Eleitorado/Participação        | 3 105 | 64,06 / 100,00  | 3,77 |

#### Escudeiros
| Partido                 | Partido                        | Votos | %               | +/-  |
| ----------------------- | ------------------------------ | ----- | --------------- | ---- |
|                         | Partido Socialista             | 308   | 50,16 / 100,00  | 3,41 |
|                         | Partido Social Democrata       | 155   | 25,24 / 100,00  | 6,92 |
|                         | CDS – Partido Popular          | 62    | 10,10 / 100,00  | 0,61 |
|                         | Bloco de Esquerda              | 41    | 6,68 / 100,00   | 3,52 |
|                         | Coligação Democrática Unitária | 19    | 3,09 / 100,00   | 1,48 |
|                         | Outros                         | 14    | 2,29 / 100,00   |      |
| Votos Inválidos         | Votos Inválidos                | 15    | 2,45 / 100,00   | 0,87 |
| Total                   | Total                          | 614   | 100,00 / 100,00 |      |
| Eleitorado/Participação | Eleitorado/Participação        | 957   | 64,16 / 100,00  | 4,48 |

#### Espinho
| Partido                 | Partido                        | Votos | %               | +/-  |
| ----------------------- | ------------------------------ | ----- | --------------- | ---- |
|                         | Partido Socialista             | 355   | 46,71 / 100,00  | 2,16 |
|                         | Partido Social Democrata       | 219   | 28,82 / 100,00  | 3,75 |
|                         | CDS – Partido Popular          | 61    | 8,03 / 100,00   | 0,22 |
|                         | Coligação Democrática Unitária | 46    | 6,05 / 100,00   | 0,81 |
|                         | Bloco de Esquerda              | 43    | 5,66 / 100,00   | 1,49 |
|                         | Outros                         | 22    | 2,89 / 100,00   |      |
| Votos Inválidos         | Votos Inválidos                | 14    | 1,84 / 100,00   | 0,22 |
| Total                   | Total                          | 760   | 100,00 / 100,00 |      |
| Eleitorado/Participação | Eleitorado/Participação        | 1 144 | 66,43 / 100,00  | 6,85 |

#### Esporões
| Partido                 | Partido                        | Votos | %               | +/-  |
| ----------------------- | ------------------------------ | ----- | --------------- | ---- |
|                         | Partido Socialista             | 440   | 39,39 / 100,00  | 2,20 |
|                         | Partido Social Democrata       | 333   | 29,81 / 100,00  | 9,35 |
|                         | CDS – Partido Popular          | 157   | 14,06 / 100,00  | 3,13 |
|                         | Bloco de Esquerda              | 97    | 8,68 / 100,00   | 5,36 |
|                         | Coligação Democrática Unitária | 28    | 2,51 / 100,00   | 1,34 |
|                         | Outros                         | 29    | 3,51 / 100,00   |      |
| Votos Inválidos         | Votos Inválidos                | 23    | 2,06 / 100,00   | 0,81 |
| Total                   | Total                          | 1 117 | 100,00 / 100,00 |      |
| Eleitorado/Participação | Eleitorado/Participação        | 1 588 | 70,34 / 100,00  | 2,98 |

#### Este São Mamede
| Partido                 | Partido                        | Votos | %               | +/-   |
| ----------------------- | ------------------------------ | ----- | --------------- | ----- |
|                         | Partido Socialista             | 425   | 41,95 / 100,00  | 11,64 |
|                         | Partido Social Democrata       | 252   | 24,88 / 100,00  | 0,08  |
|                         | CDS – Partido Popular          | 104   | 10,27 / 100,00  | 2,69  |
|                         | Bloco de Esquerda              | 44    | 9,77 / 100,00   | 5,26  |
|                         | Coligação Democrática Unitária | 54    | 5,33 / 100,00   | 0,41  |
|                         | PCTP/MRPP                      | 16    | 1,58 / 100,00   | 0,97  |
|                         | Outros                         | 31    | 3,08 / 100,00   |       |
| Votos Inválidos         | Votos Inválidos                | 32    | 3,15 / 100,00   | 0,69  |
| Total                   | Total                          | 1 013 | 100,00 / 100,00 |       |
| Eleitorado/Participação | Eleitorado/Participação        | 1 630 | 62,15 / 100,00  | 6,34  |

#### Este São Pedro
| Partido                 | Partido                        | Votos | %               | +/-  |
| ----------------------- | ------------------------------ | ----- | --------------- | ---- |
|                         | Partido Socialista             | 530   | 42,33 / 100,00  | 6,19 |
|                         | Partido Social Democrata       | 365   | 29,15 / 100,00  | 0,39 |
|                         | Bloco de Esquerda              | 115   | 9,19 / 100,00   | 5,39 |
|                         | CDS – Partido Popular          | 108   | 8,63 / 100,00   | 0,78 |
|                         | Coligação Democrática Unitária | 63    | 5,03 / 100,00   | 0,22 |
|                         | Outros                         | 36    | 2,88 / 100,00   |      |
| Votos Inválidos         | Votos Inválidos                | 38    | 3,04 / 100,00   | 0,08 |
| Total                   | Total                          | 1 252 | 100,00 / 100,00 |      |
| Eleitorado/Participação | Eleitorado/Participação        | 1 740 | 71,95 / 100,00  | 3,29 |

#### Ferreiros
| Partido                 | Partido                        | Votos | %               | +/-  |
| ----------------------- | ------------------------------ | ----- | --------------- | ---- |
|                         | Partido Socialista             | 1 713 | 42,24 / 100,00  | 6,18 |
|                         | Partido Social Democrata       | 1 054 | 25,99 / 100,00  | 0,01 |
|                         | Bloco de Esquerda              | 434   | 10,70 / 100,00  | 3,09 |
|                         | CDS – Partido Popular          | 300   | 7,40 / 100,00   | 1,25 |
|                         | Coligação Democrática Unitária | 297   | 7,32 / 100,00   | 0,58 |
|                         | PCTP/MRPP                      | 60    | 1,48 / 100,00   | 0,59 |
|                         | Outros                         | 84    | 2,07 / 100,00   |      |
| Votos Inválidos         | Votos Inválidos                | 113   | 2,78 / 100,00   | 0,19 |
| Total                   | Total                          | 4 055 | 100,00 / 100,00 |      |
| Eleitorado/Participação | Eleitorado/Participação        | 6 151 | 65,92 / 100,00  | 6,37 |

#### Figueiredo
| Partido                 | Partido                        | Votos | %               | +/-  |
| ----------------------- | ------------------------------ | ----- | --------------- | ---- |
|                         | Partido Socialista             | 326   | 40,15 / 100,00  | 3,45 |
|                         | Partido Social Democrata       | 266   | 32,76 / 100,00  | 5,63 |
|                         | CDS – Partido Popular          | 73    | 8,99 / 100,00   | 2,16 |
|                         | Bloco de Esquerda              | 63    | 7,76 / 100,00   | 4,28 |
|                         | Coligação Democrática Unitária | 39    | 4,80 / 100,00   | 1,45 |
|                         | PCTP/MRPP                      | 10    | 1,23 / 100,00   | 0,01 |
|                         | Outros                         | 24    | 2,95 / 100,00   |      |
| Votos Inválidos         | Votos Inválidos                | 11    | 1,36 / 100,00   | 0,01 |
| Total                   | Total                          | 812   | 100,00 / 100,00 |      |
| Eleitorado/Participação | Eleitorado/Participação        | 1 102 | 73,68 / 100,00  | 4,86 |

#### Fradelos
| Partido                 | Partido                        | Votos | %               | +/-  |
| ----------------------- | ------------------------------ | ----- | --------------- | ---- |
|                         | Partido Social Democrata       | 221   | 42,34 / 100,00  | 3,85 |
|                         | Partido Socialista             | 185   | 35,44 / 100,00  | 1,33 |
|                         | Bloco de Esquerda              | 43    | 8,24 / 100,00   | 4,85 |
|                         | CDS – Partido Popular          | 34    | 6,51 / 100,00   | 0,15 |
|                         | Coligação Democrática Unitária | 11    | 2,11 / 100,00   | 0,22 |
|                         | Outros                         | 12    | 2,30 / 100,00   |      |
| Votos Inválidos         | Votos Inválidos                | 16    | 3,07 / 100,00   | 1,38 |
| Total                   | Total                          | 522   | 100,00 / 100,00 |      |
| Eleitorado/Participação | Eleitorado/Participação        | 672   | 77,68 / 100,00  | 0,60 |

#### Fraião
| Partido                 | Partido                        | Votos | %               | +/-  |
| ----------------------- | ------------------------------ | ----- | --------------- | ---- |
|                         | Partido Social Democrata       | 599   | 38,23 / 100,00  | 3,56 |
|                         | Partido Socialista             | 539   | 34,40 / 100,00  | 4,19 |
|                         | Bloco de Esquerda              | 161   | 10,27 / 100,00  | 1,85 |
|                         | CDS – Partido Popular          | 153   | 9,76 / 100,00   | 1,53 |
|                         | Coligação Democrática Unitária | 44    | 2,81 / 100,00   | 1,40 |
|                         | Outros                         | 35    | 2,23 / 100,00   |      |
| Votos Inválidos         | Votos Inválidos                | 36    | 2,29 / 100,00   | 1,72 |
| Total                   | Total                          | 1 567 | 100,00 / 100,00 |      |
| Eleitorado/Participação | Eleitorado/Participação        | 2 145 | 73,05 / 100,00  | 5,61 |

#### Frossos
| Partido                 | Partido                        | Votos | %               | +/-  |
| ----------------------- | ------------------------------ | ----- | --------------- | ---- |
|                         | Partido Socialista             | 446   | 39,96 / 100,00  | 9,42 |
|                         | Partido Social Democrata       | 259   | 23,21 / 100,00  | 0,13 |
|                         | Bloco de Esquerda              | 174   | 15,59 / 100,00  | 6,46 |
|                         | CDS – Partido Popular          | 105   | 9,41 / 100,00   | 3,32 |
|                         | Coligação Democrática Unitária | 53    | 4,75 / 100,00   | 1,00 |
|                         | Outros                         | 52    | 4,68 / 100,00   |      |
| Votos Inválidos         | Votos Inválidos                | 27    | 2,42 / 100,00   | 1,08 |
| Total                   | Total                          | 1 116 | 100,00 / 100,00 |      |
| Eleitorado/Participação | Eleitorado/Participação        | 1 557 | 71,68 / 100,00  | 4,20 |

#### Gondizalves
| Partido                 | Partido                        | Votos | %               | +/-  |
| ----------------------- | ------------------------------ | ----- | --------------- | ---- |
|                         | Partido Socialista             | 330   | 40,54 / 100,00  | 5,28 |
|                         | Partido Social Democrata       | 239   | 29,36 / 100,00  | 0,41 |
|                         | CDS – Partido Popular          | 75    | 9,21 / 100,00   | 3,07 |
|                         | Bloco de Esquerda              | 70    | 8,60 / 100,00   | 2,86 |
|                         | Coligação Democrática Unitária | 42    | 5,16 / 100,00   | 2,15 |
|                         | Partido da Nova Democracia     | 11    | 1,35 / 100,00   | 0,83 |
|                         | Outros                         | 21    | 2,58 / 100,00   |      |
| Votos Inválidos         | Votos Inválidos                | 26    | 3,20 / 100,00   | 0,46 |
| Total                   | Total                          | 814   | 100,00 / 100,00 |      |
| Eleitorado/Participação | Eleitorado/Participação        | 1 171 | 69,51 / 100,00  | 4,36 |

#### Gualtar
| Partido                 | Partido                        | Votos | %               | +/-  |
| ----------------------- | ------------------------------ | ----- | --------------- | ---- |
|                         | Partido Socialista             | 1 066 | 38,69 / 100,00  | 9,56 |
|                         | Partido Social Democrata       | 845   | 30,67 / 100,00  | 3,11 |
|                         | Bloco de Esquerda              | 275   | 9,98 / 100,00   | 3,72 |
|                         | CDS – Partido Popular          | 236   | 8,57 / 100,00   | 1,48 |
|                         | Coligação Democrática Unitária | 185   | 6,72 / 100,00   | 0,02 |
|                         | Outros                         | 95    | 3,44 / 100,00   |      |
| Votos Inválidos         | Votos Inválidos                | 53    | 1,92 / 100,00   | 0,18 |
| Total                   | Total                          | 2 755 | 100,00 / 100,00 |      |
| Eleitorado/Participação | Eleitorado/Participação        | 3 759 | 73,29 / 100,00  | 2,81 |

#### Guisande
| Partido                 | Partido                        | Votos | %               | +/-  |
| ----------------------- | ------------------------------ | ----- | --------------- | ---- |
|                         | Partido Socialista             | 130   | 45,94 / 100,00  | 4,96 |
|                         | Partido Social Democrata       | 90    | 31,80 / 100,00  | 0,10 |
|                         | Bloco de Esquerda              | 16    | 5,65 / 100,00   | 2,42 |
|                         | Coligação Democrática Unitária | 16    | 5,65 / 100,00   | 2,42 |
|                         | CDS – Partido Popular          | 15    | 5,30 / 100,00   | 2,23 |
|                         | PCTP/MRPP                      | 3     | 1,06 / 100,00   | 0,02 |
|                         | Movimento Esperança Portugal   | 3     | 1,06 / 100,00   | Novo |
|                         | Outros                         | 4     | 1,41 / 100,00   |      |
| Votos Inválidos         | Votos Inválidos                | 6     | 2,12 / 100,00   | 1,40 |
| Total                   | Total                          | 283   | 100,00 / 100,00 |      |
| Eleitorado/Participação | Eleitorado/Participação        | 407   | 69,53 / 100,00  | 3,32 |

#### Lamaçães
| Partido                 | Partido                        | Votos | %               | +/-   |
| ----------------------- | ------------------------------ | ----- | --------------- | ----- |
|                         | Partido Socialista             | 595   | 34,65 / 100,00  | 11,81 |
|                         | Partido Social Democrata       | 498   | 29,00 / 100,00  | 2,23  |
|                         | Bloco de Esquerda              | 218   | 12,70 / 100,00  | 4,94  |
|                         | CDS – Partido Popular          | 200   | 11,65 / 100,00  | 3,55  |
|                         | Coligação Democrática Unitária | 87    | 5,07 / 100,00   | 0,30  |
|                         | PCTP/MRPP                      | 18    | 1,05 / 100,00   | 0,28  |
|                         | Outros                         | 37    | 2,16 / 100,00   |       |
| Votos Inválidos         | Votos Inválidos                | 64    | 3,73 / 100,00   | 0,58  |
| Total                   | Total                          | 1 717 | 100,00 / 100,00 |       |
| Eleitorado/Participação | Eleitorado/Participação        | 2 467 | 69,60 / 100,00  | 9,50  |

#### Lamas
| Partido                 | Partido                        | Votos | %               | +/-  |
| ----------------------- | ------------------------------ | ----- | --------------- | ---- |
|                         | Partido Socialista             | 189   | 41,18 / 100,00  | 7,54 |
|                         | Partido Social Democrata       | 152   | 33,12 / 100,00  | 9,64 |
|                         | CDS – Partido Popular          | 60    | 13,07 / 100,00  | 3,72 |
|                         | Bloco de Esquerda              | 31    | 6,75 / 100,00   | 1,84 |
|                         | Coligação Democrática Unitária | 11    | 2,40 / 100,00   | 0,17 |
|                         | Outros                         | 11    | 2,40 / 100,00   |      |
| Votos Inválidos         | Votos Inválidos                | 5     | 1,09 / 100,00   | 2,88 |
| Total                   | Total                          | 459   | 100,00 / 100,00 |      |
| Eleitorado/Participação | Eleitorado/Participação        | 593   | 77,40 / 100,00  | 4,44 |

#### Lomar
| Partido                 | Partido                        | Votos | %               | +/-  |
| ----------------------- | ------------------------------ | ----- | --------------- | ---- |
|                         | Partido Socialista             | 1 192 | 40,12 / 100,00  | 6,06 |
|                         | Partido Social Democrata       | 840   | 28,27 / 100,00  | 0,67 |
|                         | Bloco de Esquerda              | 302   | 10,16 / 100,00  | 3,68 |
|                         | Coligação Democrática Unitária | 241   | 8,11 / 100,00   | 0,11 |
|                         | CDS – Partido Popular          | 227   | 7,64 / 100,00   | 2,10 |
|                         | Outros                         | 100   | 3,35 / 100,00   |      |
| Votos Inválidos         | Votos Inválidos                | 69    | 2,33 / 100,00   | 0,24 |
| Total                   | Total                          | 2 971 | 100,00 / 100,00 |      |
| Eleitorado/Participação | Eleitorado/Participação        | 4 448 | 66,79 / 100,00  | 6,76 |

#### Merelim São Paio
| Partido                 | Partido                        | Votos | %               | +/-  |
| ----------------------- | ------------------------------ | ----- | --------------- | ---- |
|                         | Partido Socialista             | 638   | 44,21 / 100,00  | 6,49 |
|                         | Partido Social Democrata       | 260   | 18,02 / 100,00  | 1,09 |
|                         | Coligação Democrática Unitária | 207   | 14,35 / 100,00  | 3,89 |
|                         | Bloco de Esquerda              | 146   | 10,12 / 100,00  | 1,05 |
|                         | CDS – Partido Popular          | 101   | 7,00 / 100,00   | 0,38 |
|                         | PCTP/MRPP                      | 25    | 1,73 / 100,00   | 0,82 |
|                         | Outros                         | 23    | 1,59 / 100,00   |      |
| Votos Inválidos         | Votos Inválidos                | 43    | 2,98 / 100,00   | 1,16 |
| Total                   | Total                          | 1 443 | 100,00 / 100,00 |      |
| Eleitorado/Participação | Eleitorado/Participação        | 2 218 | 65,06 / 100,00  | 5,51 |

#### Merelim São Pedro
| Partido                 | Partido                        | Votos | %               | +/-  |
| ----------------------- | ------------------------------ | ----- | --------------- | ---- |
|                         | Partido Socialista             | 524   | 42,99 / 100,00  | 4,87 |
|                         | Partido Social Democrata       | 350   | 28,71 / 100,00  | 1,23 |
|                         | CDS – Partido Popular          | 110   | 9,02 / 100,00   | 0,80 |
|                         | Bloco de Esquerda              | 94    | 7,71 / 100,00   | 3,77 |
|                         | Coligação Democrática Unitária | 62    | 5,09 / 100,00   | 0,99 |
|                         | PCTP/MRPP                      | 13    | 1,07 / 100,00   | 0,04 |
|                         | Outros                         | 38    | 3,11 / 100,00   |      |
| Votos Inválidos         | Votos Inválidos                | 28    | 2,29 / 100,00   | 0,96 |
| Total                   | Total                          | 1 219 | 100,00 / 100,00 |      |
| Eleitorado/Participação | Eleitorado/Participação        | 1 700 | 71,71 / 100,00  | 3,16 |

#### Mire de Tibães
| Partido                 | Partido                        | Votos | %               | +/-  |
| ----------------------- | ------------------------------ | ----- | --------------- | ---- |
|                         | Partido Socialista             | 732   | 47,63 / 100,00  | 3,22 |
|                         | Partido Social Democrata       | 377   | 24,53 / 100,00  | 0,61 |
|                         | Bloco de Esquerda              | 125   | 8,13 / 100,00   | 2,39 |
|                         | Coligação Democrática Unitária | 119   | 7,74 / 100,00   | 0,23 |
|                         | CDS – Partido Popular          | 91    | 5,92 / 100,00   | 0,60 |
|                         | PCTP/MRPP                      | 22    | 1,43 / 100,00   | 0,79 |
|                         | Outros                         | 38    | 2,47 / 100,00   |      |
| Votos Inválidos         | Votos Inválidos                | 33    | 2,15 / 100,00   | 0,67 |
| Total                   | Total                          | 1 537 | 100,00 / 100,00 |      |
| Eleitorado/Participação | Eleitorado/Participação        | 2 162 | 71,09 / 100,00  | 0,14 |

#### Morreira
| Partido                 | Partido                        | Votos | %               | +/-  |
| ----------------------- | ------------------------------ | ----- | --------------- | ---- |
|                         | Partido Socialista             | 186   | 36,76 / 100,00  | 3,28 |
|                         | Partido Social Democrata       | 174   | 34,39 / 100,00  | 5,65 |
|                         | CDS – Partido Popular          | 65    | 12,85 / 100,00  | 3,25 |
|                         | Bloco de Esquerda              | 37    | 7,31 / 100,00   | 4,23 |
|                         | Coligação Democrática Unitária | 15    | 2,96 / 100,00   | 0,84 |
|                         | Outros                         | 16    | 3,16 / 100,00   |      |
| Votos Inválidos         | Votos Inválidos                | 13    | 2,57 / 100,00   | 1,12 |
| Total                   | Total                          | 506   | 100,00 / 100,00 |      |
| Eleitorado/Participação | Eleitorado/Participação        | 776   | 65,21 / 100,00  | 8,59 |

#### Navarra
| Partido                 | Partido                        | Votos | %               | +/-  |
| ----------------------- | ------------------------------ | ----- | --------------- | ---- |
|                         | Partido Socialista             | 137   | 49,46 / 100,00  | 6,05 |
|                         | Partido Social Democrata       | 86    | 31,05 / 100,00  | 5,46 |
|                         | CDS – Partido Popular          | 19    | 6,86 / 100,00   | 0,23 |
|                         | Bloco de Esquerda              | 18    | 6,50 / 100,00   | 2,96 |
|                         | Coligação Democrática Unitária | 3     | 1,08 / 100,00   | 3,25 |
|                         | Outros                         | 5     | 1,80 / 100,00   |      |
| Votos Inválidos         | Votos Inválidos                | 8     | 2,89 / 100,00   | 1,71 |
| Total                   | Total                          | 277   | 100,00 / 100,00 |      |
| Eleitorado/Participação | Eleitorado/Participação        | 438   | 63,24 / 100,00  | 0,06 |

#### Nogueira
| Partido                 | Partido                        | Votos | %               | +/-  |
| ----------------------- | ------------------------------ | ----- | --------------- | ---- |
|                         | Partido Socialista             | 1 425 | 39,21 / 100,00  | 8,33 |
|                         | Partido Social Democrata       | 983   | 27,05 / 100,00  | 2,28 |
|                         | Bloco de Esquerda              | 419   | 11,53 / 100,00  | 3,55 |
|                         | CDS – Partido Popular          | 332   | 9,14 / 100,00   | 1,62 |
|                         | Coligação Democrática Unitária | 236   | 6,52 / 100,00   | 1,53 |
|                         | Outros                         | 110   | 3,03 / 100,00   |      |
| Votos Inválidos         | Votos Inválidos                | 128   | 3,53 / 100,00   | 0,84 |
| Total                   | Total                          | 3 634 | 100,00 / 100,00 |      |
| Eleitorado/Participação | Eleitorado/Participação        | 5 101 | 71,24 / 100,00  | 4,82 |

#### Nogueiró
| Partido                 | Partido                        | Votos | %               | +/-  |
| ----------------------- | ------------------------------ | ----- | --------------- | ---- |
|                         | Partido Social Democrata       | 466   | 33,31 / 100,00  | 5,48 |
|                         | Partido Socialista             | 443   | 31,67 / 100,00  | 6,89 |
|                         | Bloco de Esquerda              | 157   | 11,22 / 100,00  | 1,50 |
|                         | CDS – Partido Popular          | 157   | 11,22 / 100,00  | 0,49 |
|                         | Coligação Democrática Unitária | 89    | 6,36 / 100,00   | 1,23 |
|                         | Movimento Esperança Portugal   | 14    | 1,00 / 100,00   | Novo |
|                         | Outros                         | 34    | 2,43 / 100,00   |      |
| Votos Inválidos         | Votos Inválidos                | 39    | 2,83 / 100,00   | 0,21 |
| Total                   | Total                          | 1 399 | 100,00 / 100,00 |      |
| Eleitorado/Participação | Eleitorado/Participação        | 1 979 | 70,69 / 100,00  | 5,08 |

#### Oliveira São Pedro
| Partido                 | Partido                        | Votos | %               | +/-  |
| ----------------------- | ------------------------------ | ----- | --------------- | ---- |
|                         | Partido Socialista             | 160   | 43,60 / 100,00  | 2,28 |
|                         | Partido Social Democrata       | 116   | 31,61 / 100,00  | 1,46 |
|                         | CDS – Partido Popular          | 33    | 8,99 / 100,00   | 0,03 |
|                         | Bloco de Esquerda              | 23    | 6,27 / 100,00   | 2,40 |
|                         | Coligação Democrática Unitária | 9     | 2,45 / 100,00   | 2,19 |
|                         | Portugal pro Vida              | 4     | 1,09 / 100,00   | Novo |
|                         | Outros                         | 10    | 2,72 / 100,00   |      |
| Votos Inválidos         | Votos Inválidos                | 12    | 3,27 / 100,00   | 0,44 |
| Total                   | Total                          | 367   | 100,00 / 100,00 |      |
| Eleitorado/Participação | Eleitorado/Participação        | 511   | 71,82 / 100,00  | 3,81 |

#### Padim de Graça
| Partido                 | Partido                        | Votos | %               | +/-  |
| ----------------------- | ------------------------------ | ----- | --------------- | ---- |
|                         | Partido Socialista             | 513   | 47,50 / 100,00  | 3,16 |
|                         | Partido Social Democrata       | 320   | 29,63 / 100,00  | 3,36 |
|                         | CDS – Partido Popular          | 74    | 6,85 / 100,00   | 1,40 |
|                         | Bloco de Esquerda              | 59    | 5,46 / 100,00   | 3,02 |
|                         | Coligação Democrática Unitária | 56    | 5,19 / 100,00   | 1,05 |
|                         | Outros                         | 30    | 2,78 / 100,00   |      |
| Votos Inválidos         | Votos Inválidos                | 28    | 2,59 / 100,00   | 0,80 |
| Total                   | Total                          | 1 080 | 100,00 / 100,00 |      |
| Eleitorado/Participação | Eleitorado/Participação        | 1 493 | 72,34 / 100,00  | 6,42 |

#### Palmeira
| Partido                 | Partido                        | Votos | %               | +/-  |
| ----------------------- | ------------------------------ | ----- | --------------- | ---- |
|                         | Partido Socialista             | 1 289 | 42,12 / 100,00  | 7,31 |
|                         | Partido Social Democrata       | 857   | 28,01 / 100,00  | 0,86 |
|                         | Bloco de Esquerda              | 308   | 10,07 / 100,00  | 4,95 |
|                         | CDS – Partido Popular          | 255   | 8,33 / 100,00   | 1,89 |
|                         | Coligação Democrática Unitária | 160   | 5,23 / 100,00   | 0,21 |
|                         | Outros                         | 99    | 3,23 / 100,00   |      |
| Votos Inválidos         | Votos Inválidos                | 93    | 3,01 / 100,00   | 0,71 |
| Total                   | Total                          | 3 060 | 100,00 / 100,00 |      |
| Eleitorado/Participação | Eleitorado/Participação        | 4 797 | 63,79 / 100,00  | 4,24 |

#### Panóias
| Partido                 | Partido                        | Votos | %               | +/-  |
| ----------------------- | ------------------------------ | ----- | --------------- | ---- |
|                         | Partido Socialista             | 379   | 47,91 / 100,00  | 1,71 |
|                         | Partido Social Democrata       | 169   | 21,37 / 100,00  | 3,44 |
|                         | Bloco de Esquerda              | 80    | 10,11 / 100,00  | 6,67 |
|                         | Coligação Democrática Unitária | 54    | 6,83 / 100,00   | 2,84 |
|                         | CDS – Partido Popular          | 50    | 6,32 / 100,00   | 0,85 |
|                         | PCTP/MRPP                      | 10    | 1,26 / 100,00   | 0,90 |
|                         | Outros                         | 24    | 3,02 / 100,00   |      |
| Votos Inválidos         | Votos Inválidos                | 25    | 3,16 / 100,00   | 0,23 |
| Total                   | Total                          | 791   | 100,00 / 100,00 |      |
| Eleitorado/Participação | Eleitorado/Participação        | 1 184 | 66,81 / 100,00  | 5,37 |

#### Parada de Tibães
| Partido                 | Partido                        | Votos | %               | +/-  |
| ----------------------- | ------------------------------ | ----- | --------------- | ---- |
|                         | Partido Socialista             | 269   | 45,83 / 100,00  | 0,32 |
|                         | Partido Social Democrata       | 188   | 32,03 / 100,00  | 2,35 |
|                         | Bloco de Esquerda              | 48    | 8,18 / 100,00   | 4,08 |
|                         | Coligação Democrática Unitária | 35    | 5,96 / 100,00   | 0,30 |
|                         | CDS – Partido Popular          | 30    | 5,11 / 100,00   | 1,14 |
|                         | Outros                         | 9     | 1,53 / 100,00   |      |
| Votos Inválidos         | Votos Inválidos                | 8     | 1,36 / 100,00   | 0,79 |
| Total                   | Total                          | 587   | 100,00 / 100,00 |      |
| Eleitorado/Participação | Eleitorado/Participação        | 769   | 76,33 / 100,00  | 1,84 |

#### Passos São Julião
| Partido                 | Partido                        | Votos | %               | +/-  |
| ----------------------- | ------------------------------ | ----- | --------------- | ---- |
|                         | Partido Social Democrata       | 167   | 37,78 / 100,00  | 3,25 |
|                         | Partido Socialista             | 161   | 36,43 / 100,00  | 2,88 |
|                         | CDS – Partido Popular          | 51    | 11,54 / 100,00  | 0,43 |
|                         | Bloco de Esquerda              | 20    | 4,52 / 100,00   | 1,31 |
|                         | Coligação Democrática Unitária | 15    | 3,39 / 100,00   | 0,18 |
|                         | Outros                         | 15    | 3,39 / 100,00   |      |
| Votos Inválidos         | Votos Inválidos                | 13    | 2,94 / 100,00   | 1,76 |
| Total                   | Total                          | 442   | 100,00 / 100,00 |      |
| Eleitorado/Participação | Eleitorado/Participação        | 659   | 67,07 / 100,00  | 7,69 |

#### Pedralva
| Partido                 | Partido                        | Votos | %               | +/-  |
| ----------------------- | ------------------------------ | ----- | --------------- | ---- |
|                         | Partido Socialista             | 299   | 43,97 / 100,00  | 3,88 |
|                         | Partido Social Democrata       | 228   | 33,53 / 100,00  | 1,41 |
|                         | CDS – Partido Popular          | 60    | 8,82 / 100,00   | 1,20 |
|                         | Coligação Democrática Unitária | 29    | 4,26 / 100,00   | 0,21 |
|                         | Bloco de Esquerda              | 28    | 4,12 / 100,00   | 1,14 |
|                         | PCTP/MRPP                      | 7     | 1,03 / 100,00   | 0,70 |
|                         | Partido Popular Monárquico     | 7     | 1,03 / 100,00   | -    |
|                         | Outros                         | 9     | 1,32 / 100,00   |      |
| Votos Inválidos         | Votos Inválidos                | 13    | 1,91 / 100,00   | 2,56 |
| Total                   | Total                          | 680   | 100,00 / 100,00 |      |
| Eleitorado/Participação | Eleitorado/Participação        | 1 143 | 59,49 / 100,00  | 2,33 |

#### Penso Santo Estêvão
| Partido                 | Partido                        | Votos | %               | +/-  |
| ----------------------- | ------------------------------ | ----- | --------------- | ---- |
|                         | Partido Social Democrata       | 106   | 37,19 / 100,00  | 4,33 |
|                         | Partido Socialista             | 102   | 35,79 / 100,00  | 6,09 |
|                         | CDS – Partido Popular          | 22    | 7,72 / 100,00   | 1,58 |
|                         | Bloco de Esquerda              | 21    | 7,37 / 100,00   | 4,12 |
|                         | Coligação Democrática Unitária | 14    | 4,91 / 100,00   | 0,58 |
|                         | PCTP/MRPP                      | 3     | 1,05 / 100,00   | 0,33 |
|                         | Outros                         | 8     | 2,81 / 100,00   |      |
| Votos Inválidos         | Votos Inválidos                | 9     | 3,16 / 100,00   | 1,72 |
| Total                   | Total                          | 285   | 100,00 / 100,00 |      |
| Eleitorado/Participação | Eleitorado/Participação        | 403   | 70,72 / 100,00  | 5,38 |

#### Penso São Vicente
| Partido                 | Partido                        | Votos | %               | +/-     |
| ----------------------- | ------------------------------ | ----- | --------------- | ------- |
|                         | Partido Socialista             | 122   | 46,21 / 100,00  | 3,79    |
|                         | Partido Social Democrata       | 72    | 27,27 / 100,00  | 10,99   |
|                         | Bloco de Esquerda              | 23    | 8,71 / 100,00   | 6,06    |
|                         | CDS – Partido Popular          | 20    | 7,58 / 100,00   | 0,76    |
|                         | Coligação Democrática Unitária | 15    | 5,68 / 100,00   | 0,38    |
|                         | Partido da Nova Democracia     | 3     | 1,14 / 100,00   | 0,76    |
|                         | Outros                         | 4     | 1,52 / 100,00   |         |
| Votos Inválidos         | Votos Inválidos                | 5     | 1,90 / 100,00   | Estável |
| Total                   | Total                          | 264   | 100,00 / 100,00 |         |
| Eleitorado/Participação | Eleitorado/Participação        | 338   | 78,11 / 100,00  | 2,62    |

#### Pousada
| Partido                 | Partido                        | Votos | %               | +/-   |
| ----------------------- | ------------------------------ | ----- | --------------- | ----- |
|                         | Partido Socialista             | 121   | 38,91 / 100,00  | 0,74  |
|                         | Partido Social Democrata       | 105   | 33,76 / 100,00  | 7,46  |
|                         | Bloco de Esquerda              | 40    | 12,86 / 100,00  | 10,19 |
|                         | CDS – Partido Popular          | 27    | 8,68 / 100,00   | 2,01  |
|                         | Coligação Democrática Unitária | 7     | 2,25 / 100,00   | 0,42  |
|                         | Outros                         | 6     | 1,92 / 100,00   |       |
| Votos Inválidos         | Votos Inválidos                | 5     | 1,60 / 100,00   | 0,31  |
| Total                   | Total                          | 311   | 100,00 / 100,00 |       |
| Eleitorado/Participação | Eleitorado/Participação        | 435   | 71,49 / 100,00  | 0,49  |

#### Priscos
| Partido                 | Partido                        | Votos | %               | +/-  |
| ----------------------- | ------------------------------ | ----- | --------------- | ---- |
|                         | Partido Social Democrata       | 294   | 35,55 / 100,00  | 0,42 |
|                         | Partido Socialista             | 286   | 34,58 / 100,00  | 3,54 |
|                         | CDS – Partido Popular          | 110   | 13,30 / 100,00  | 1,76 |
|                         | Bloco de Esquerda              | 51    | 6,17 / 100,00   | 1,87 |
|                         | Coligação Democrática Unitária | 42    | 5,08 / 100,00   | 0,38 |
|                         | Outros                         | 29    | 3,52 / 100,00   |      |
| Votos Inválidos         | Votos Inválidos                | 15    | 1,82 / 100,00   | 0,20 |
| Total                   | Total                          | 827   | 100,00 / 100,00 |      |
| Eleitorado/Participação | Eleitorado/Participação        | 1 227 | 67,40 / 100,00  | 3,22 |

#### Real
| Partido                 | Partido                        | Votos | %               | +/-  |
| ----------------------- | ------------------------------ | ----- | --------------- | ---- |
|                         | Partido Socialista             | 1 355 | 40,35 / 100,00  | 6,71 |
|                         | Partido Social Democrata       | 804   | 23,94 / 100,00  | 0,16 |
|                         | Bloco de Esquerda              | 404   | 12,03 / 100,00  | 4,06 |
|                         | Coligação Democrática Unitária | 346   | 10,30 / 100,00  | 0,08 |
|                         | CDS – Partido Popular          | 274   | 8,16 / 100,00   | 2,31 |
|                         | Outros                         | 98    | 2,92 / 100,00   |      |
| Votos Inválidos         | Votos Inválidos                | 77    | 2,29 / 100,00   | 0,08 |
| Total                   | Total                          | 3 358 | 100,00 / 100,00 |      |
| Eleitorado/Participação | Eleitorado/Participação        | 4 957 | 67,74 / 100,00  | 7,13 |

#### Ruilhe
| Partido                 | Partido                        | Votos | %               | +/-  |
| ----------------------- | ------------------------------ | ----- | --------------- | ---- |
|                         | Partido Socialista             | 305   | 38,95 / 100,00  | 6,65 |
|                         | Partido Social Democrata       | 208   | 26,56 / 100,00  | 0,17 |
|                         | CDS – Partido Popular          | 84    | 10,73 / 100,00  | 3,56 |
|                         | Bloco de Esquerda              | 71    | 9,07 / 100,00   | 3,39 |
|                         | Coligação Democrática Unitária | 65    | 8,30 / 100,00   | 0,45 |
|                         | Outros                         | 22    | 2,81 / 100,00   |      |
| Votos Inválidos         | Votos Inválidos                | 28    | 3,58 / 100,00   | 0,07 |
| Total                   | Total                          | 783   | 100,00 / 100,00 |      |
| Eleitorado/Participação | Eleitorado/Participação        | 1 105 | 70,86 / 100,00  | 1,88 |

#### Santa Lucrécia de Algeriz
| Partido                 | Partido                        | Votos | %               | +/-  |
| ----------------------- | ------------------------------ | ----- | --------------- | ---- |
|                         | Partido Socialista             | 202   | 56,27 / 100,00  | 2,31 |
|                         | Partido Social Democrata       | 70    | 19,50 / 100,00  | 4,45 |
|                         | Bloco de Esquerda              | 34    | 9,47 / 100,00   | 6,56 |
|                         | CDS – Partido Popular          | 22    | 6,13 / 100,00   | 2,57 |
|                         | Coligação Democrática Unitária | 12    | 3,34 / 100,00   | 1,19 |
|                         | Outros                         | 11    | 3,07 / 100,00   |      |
| Votos Inválidos         | Votos Inválidos                | 8     | 2,23 / 100,00   | 0,36 |
| Total                   | Total                          | 359   | 100,00 / 100,00 |      |
| Eleitorado/Participação | Eleitorado/Participação        | 490   | 73,27 / 100,00  | 2,88 |

#### Semelhe
| Partido                 | Partido                        | Votos | %               | +/-   |
| ----------------------- | ------------------------------ | ----- | --------------- | ----- |
|                         | Partido Socialista             | 201   | 38,95 / 100,00  | 12,22 |
|                         | Partido Social Democrata       | 164   | 31,78 / 100,00  | 6,19  |
|                         | CDS – Partido Popular          | 46    | 8,91 / 100,00   | 0,38  |
|                         | Coligação Democrática Unitária | 41    | 7,95 / 100,00   | 3,62  |
|                         | Bloco de Esquerda              | 31    | 6,01 / 100,00   | 1,95  |
|                         | Partido Popular Monárquico     | 8     | 1,55 / 100,00   | -     |
|                         | PCTP/MRPP                      | 6     | 1,16 / 100,00   | 0,55  |
|                         | Outros                         | 11    | 2,14 / 100,00   |       |
| Votos Inválidos         | Votos Inválidos                | 8     | 1,56 / 100,00   | 0,57  |
| Total                   | Total                          | 516   | 100,00 / 100,00 |       |
| Eleitorado/Participação | Eleitorado/Participação        | 747   | 69,08 / 100,00  | 3,97  |

#### Sequeira
| Partido                 | Partido                        | Votos | %               | +/-  |
| ----------------------- | ------------------------------ | ----- | --------------- | ---- |
|                         | Partido Socialista             | 545   | 41,96 / 100,00  | 2,84 |
|                         | Partido Social Democrata       | 401   | 30,87 / 100,00  | 1,78 |
|                         | Bloco de Esquerda              | 99    | 7,62 / 100,00   | 2,49 |
|                         | CDS – Partido Popular          | 79    | 6,08 / 100,00   | 0,57 |
|                         | Coligação Democrática Unitária | 76    | 5,85 / 100,00   | 0,48 |
|                         | PCTP/MRPP                      | 16    | 1,23 / 100,00   | 0,35 |
|                         | Outros                         | 45    | 3,46 / 100,00   |      |
| Votos Inválidos         | Votos Inválidos                | 38    | 2,92 / 100,00   | 0,35 |
| Total                   | Total                          | 1 299 | 100,00 / 100,00 |      |
| Eleitorado/Participação | Eleitorado/Participação        | 1 917 | 67,76 / 100,00  | 4,78 |

#### Sobreposta
| Partido                 | Partido                        | Votos | %               | +/-  |
| ----------------------- | ------------------------------ | ----- | --------------- | ---- |
|                         | Partido Socialista             | 253   | 35,38 / 100,00  | 4,42 |
|                         | Partido Social Democrata       | 251   | 35,10 / 100,00  | 1,02 |
|                         | CDS – Partido Popular          | 84    | 11,75 / 100,00  | 1,13 |
|                         | Bloco de Esquerda              | 53    | 7,41 / 100,00   | 4,44 |
|                         | Coligação Democrática Unitária | 27    | 3,78 / 100,00   | 0,52 |
|                         | Outros                         | 27    | 3,78 / 100,00   |      |
| Votos Inválidos         | Votos Inválidos                | 20    | 2,80 / 100,00   | 1,17 |
| Total                   | Total                          | 715   | 100,00 / 100,00 |      |
| Eleitorado/Participação | Eleitorado/Participação        | 1 123 | 63,67 / 100,00  | 8,52 |

#### Tadim
| Partido                 | Partido                        | Votos | %               | +/-  |
| ----------------------- | ------------------------------ | ----- | --------------- | ---- |
|                         | Partido Socialista             | 269   | 40,63 / 100,00  | 6,77 |
|                         | Partido Social Democrata       | 218   | 32,93 / 100,00  | 3,28 |
|                         | Bloco de Esquerda              | 66    | 9,97 / 100,00   | 3,77 |
|                         | Coligação Democrática Unitária | 41    | 6,19 / 100,00   | 1,01 |
|                         | CDS – Partido Popular          | 36    | 5,44 / 100,00   | 1,08 |
|                         | PCTP/MRPP                      | 9     | 1,36 / 100,00   | 0,35 |
|                         | Partido da Nova Democracia     | 7     | 1,06 / 100,00   | 0,22 |
|                         | Outros                         | 9     | 1,36 / 100,00   |      |
| Votos Inválidos         | Votos Inválidos                | 7     | 1,05 / 100,00   | 1,63 |
| Total                   | Total                          | 662   | 100,00 / 100,00 |      |
| Eleitorado/Participação | Eleitorado/Participação        | 889   | 74,47 / 100,00  | 0,34 |

#### Tebosa
| Partido                 | Partido                        | Votos | %               | +/-  |
| ----------------------- | ------------------------------ | ----- | --------------- | ---- |
|                         | Partido Socialista             | 354   | 53,80 / 100,00  | 5,20 |
|                         | Partido Social Democrata       | 186   | 28,27 / 100,00  | 7,29 |
|                         | CDS – Partido Popular          | 34    | 5,17 / 100,00   | 0,26 |
|                         | Coligação Democrática Unitária | 29    | 4,41 / 100,00   | 1,15 |
|                         | Bloco de Esquerda              | 28    | 4,26 / 100,00   | 0,69 |
|                         | Outros                         | 16    | 2,58 / 100,00   |      |
| Votos Inválidos         | Votos Inválidos                | 11    | 1,67 / 100,00   | 0,35 |
| Total                   | Total                          | 658   | 100,00 / 100,00 |      |
| Eleitorado/Participação | Eleitorado/Participação        | 945   | 69,63 / 100,00  | 3,39 |

#### Tenões
| Partido                 | Partido                        | Votos | %               | +/-  |
| ----------------------- | ------------------------------ | ----- | --------------- | ---- |
|                         | Partido Socialista             | 284   | 35,90 / 100,00  | 9,43 |
|                         | Partido Social Democrata       | 210   | 26,55 / 100,00  | 0,75 |
|                         | Bloco de Esquerda              | 93    | 11,76 / 100,00  | 3,67 |
|                         | Coligação Democrática Unitária | 78    | 9,86 / 100,00   | 1,21 |
|                         | CDS – Partido Popular          | 77    | 9,73 / 100,00   | 2,48 |
|                         | PCTP/MRPP                      | 9     | 1,14 / 100,00   | 0,44 |
|                         | Outros                         | 20    | 2,53 / 100,00   |      |
| Votos Inválidos         | Votos Inválidos                | 20    | 2,53 / 100,00   | 0,54 |
| Total                   | Total                          | 791   | 100,00 / 100,00 |      |
| Eleitorado/Participação | Eleitorado/Participação        | 1 086 | 72,84 / 100,00  | 7,36 |

#### Trandeiras
| Partido                 | Partido                        | Votos | %               | +/-  |
| ----------------------- | ------------------------------ | ----- | --------------- | ---- |
|                         | Partido Social Democrata       | 202   | 38,92 / 100,00  | 0,30 |
|                         | Partido Socialista             | 186   | 35,84 / 100,00  | 2,57 |
|                         | CDS – Partido Popular          | 62    | 11,95 / 100,00  | 1,06 |
|                         | Bloco de Esquerda              | 37    | 7,13 / 100,00   | 3,88 |
|                         | Coligação Democrática Unitária | 13    | 2,50 / 100,00   | 0,14 |
|                         | Outros                         | 8     | 1,53 / 100,00   |      |
| Votos Inválidos         | Votos Inválidos                | 11    | 2,12 / 100,00   | 1,11 |
| Total                   | Total                          | 519   | 100,00 / 100,00 |      |
| Eleitorado/Participação | Eleitorado/Participação        | 656   | 79,12 / 100,00  | 0,53 |

#### Vilaça
| Partido                 | Partido                        | Votos | %               | +/-  |
| ----------------------- | ------------------------------ | ----- | --------------- | ---- |
|                         | Partido Socialista             | 234   | 38,55 / 100,00  | 4,10 |
|                         | Partido Social Democrata       | 228   | 37,56 / 100,00  | 2,26 |
|                         | Bloco de Esquerda              | 53    | 8,73 / 100,00   | 2,82 |
|                         | Coligação Democrática Unitária | 33    | 5,44 / 100,00   | 0,83 |
|                         | CDS – Partido Popular          | 32    | 5,27 / 100,00   | 0,43 |
|                         | Outros                         | 13    | 2,14 / 100,00   |      |
| Votos Inválidos         | Votos Inválidos                | 14    | 2,30 / 100,00   | 0,15 |
| Total                   | Total                          | 607   | 100,00 / 100,00 |      |
| Eleitorado/Participação | Eleitorado/Participação        | 837   | 72,52 / 100,00  | 0,71 |

#### Vimieiro
| Partido                 | Partido                        | Votos | %               | +/-  |
| ----------------------- | ------------------------------ | ----- | --------------- | ---- |
|                         | Partido Socialista             | 364   | 47,21 / 100,00  | 3,53 |
|                         | Partido Social Democrata       | 233   | 30,22 / 100,00  | 2,57 |
|                         | CDS – Partido Popular          | 61    | 7,91 / 100,00   | 1,68 |
|                         | Bloco de Esquerda              | 57    | 7,39 / 100,00   | 4,13 |
|                         | Coligação Democrática Unitária | 27    | 3,50 / 100,00   | 1,10 |
|                         | Outros                         | 14    | 1,82 / 100,00   |      |
| Votos Inválidos         | Votos Inválidos                | 15    | 1,95 / 100,00   | 0,76 |
| Total                   | Total                          | 771   | 100,00 / 100,00 |      |
| Eleitorado/Participação | Eleitorado/Participação        | 1 035 | 74,49 / 100,00  | 4,53 |